# Institute of Democracy and Cooperation
Institute of Democracy and Cooperation är en tankesmedja baserad i Paris. Den grundades 2008 och behandlar bland annat frågor som rör förhållandet mellan statlig suveränitet och mänskliga rättigheter. Tankesmedjan leds av den ryska historikern Natalia Narochnitskaya och bland de anställda finns bland annat den brittiske journalisten och historikern John Laughland.